# Cirrocumulus undulatus
Cirrocumulus undulatus este o varietate de nor cirrocumulus. Numele cirrocumulus undulatus provine din latină, însemnând „diversificat ca niște valuri”. Au un aspect ondulat datorită forfecării vântului și acoperă de obicei doar o mică parte a cerului. Ele apar în benzi ca pete sau straturi mici. Ocazional, ele cuprind două sau mai multe forme de valuri suprapuse una peste alta. Norii individuali pot fi fie circulari, fie alungiți în direcția rândurilor.